# Noel Irwin
El tinent general Noel Mackintosh Stuart Irwin, CB, DSO & Dues Barres, MC (24 de desembre de 1892 - 21 de desembre de 1972) va ser un oficial superior de l'exèrcit britànic, que va tenir un paper destacat a l'exèrcit britànic després de l'evacuació de Dunkerque i a la campanya de Birmània durant la Segona Guerra Mundial. També va ser fonamental en algunes reformes a l'entrenament i l'equipament dels soldats britànics després de la derrota a França el 1940, destinades a satisfer les demandes de la guerra moderna.

## Biografia
Noel Irwin era el fill gran de William Stuart Irwin de Motihari, Bihar and Orissa, Índia. Va estudiar al Marlborough College, abans d'ingressar al Reial Col·legi Militar de Sandhurst. Es va casar dues vegades; primer el 1918 a Margaret Maud Bavin, que va morir el 1963, i el 1966 a la senyora Elizabeth Collier (de soltera Fröhlich). Va tenir un fill de la seva primera dona.
Irwin es va graduar a Sandhurst el 1912 i va ser nomenat segon tinent del regiment d'Essex. Durant la Primera Guerra Mundial, Irwin va veure acció al front occidental, servint inicialment amb el seu batalló, després formant part de la 12a Brigada de la 4a Divisió, en la majoria de les principals batalles de 1914 i 1915, abans de servir durant els dos anys finals com a comandant del 1r i 2n Batallons del Regiment de Lincolnshire i del 8è Batalló del Regiment de Leicestershire. Encara era segon tinent després de l'esclat de la guerra, Irwin va avançar ràpidament en rang, sent ascendit a tinent el 24 de setembre de 1914, capità temporal el 9 de maig de 1915, capità el 7 de novembre de 1915, major en funcions el 10 de març de 1917 i tinent coronel en funcions el 27 d'abril de 1917, abans de tornar a ser major en funcions l'1 de juny de 1917. Va ser novament nomenat tinent coronel en funcions el 23 d'agost de 1917. Va ser ascendit a tinent coronel temporal el 6 d'abril de 1918, i novament tinent coronel temporal l'1 de juliol de 1918.
Irwin va rebre la Creu Militar el 3 de juliol de 1915, l'orde del Servei Distingit l'1 de gener de 1918 amb dues barres, atorgada respectivament el 24 de setembre de 1918, i l'11 de gener de 1919, i va ser esmentat quatre vegades en els despatxos, l'1 de gener 1916, el 22 de maig de 1917,21 de desembre de 1917, i 28 de desembre de 1918, a més de la Creu de guerra francesa el novembre de 1918.

### Període d'entreguerres
Després del final de la guerra, Irwin va ser ascendit al grau de major el 3 de juny de 1919. Més tard va assistir al Col·legi d'Estat Major de Camberley com a estudiant de 1924 a 1925, els seus companys d'estudis incloent Reade Godwin-Austen, Ivor Thomas, Douglas Graham, Noel Beresford-Peirse, Humfrey Gale, Archibald Nye, Willoughby Norrie, Daril Watson, Vyvyan Pope, Thomas Riddell-Webster i Otto Lund. Després d'això, va servir a l'estat major de l'exèrcit britànic del Rin. Entre 1920 i 1932, va servir en funcions de regiment i dipòsit i es va transferir al Regiment de Fronteres el 1927. El 1933, va ser nomenat instructor en cap al Royal Military College, Sandhurst servint durant tres anys. El 1937, va servir breument com a oficial d'estat major, grau 1 (GSO1) per a les tropes britàniques estacionades a la Xina.

### Segona Guerra Mundial
A l'inici de la Segona Guerra Mundial el setembre de 1939, Irwin, ascendit a brigadier temporal el 15 de març de 1939, va dirigir la 6a Brigada d'Infanteria, part de la 2a Divisió. El 20 de maig de 1940, va ser ascendit a major general en funcions i va prendre el comandament de la divisió durant la retirada a Dunkerque a la batalla de França,
Després de l'evacuació de Dunkerque al maig de 1940, Irwin va ser nomenat Company de l'orde del Bany l'11 de juliol de 1940. Des del 28 d'octubre va comandar la 38a Divisió d'Infanteria (Gal·lesa) a Gran Bretanya. El seu grau de major general es va fer permanent el 29 de març de 1941 (amb l'antiguitat retrodatada al 22 de novembre de 1940). El 7 de novembre de 1941 Irwin, ascendit al rang de tinent general en funcions,va comandar l'XI Cos, que tenia la seu a East Anglia i tenia responsabilitats substancials per a la defensa de Gran Bretanya en cas d'una invasió alemanya.
Va ser traslladat a l'Orient Mitjà el 1942, al comandament del IV Cos a l'Iraq. El QG del Cos va ser posteriorment traslladat a l' Índia després de la conquesta japonesa de Birmània. Irwin es va convertir en oficial general comandant en cap de l'exèrcit oriental de l'Índia el juliol de 1942. L'exèrcit oriental tenia àmplies responsabilitats per defensar la frontera oriental de l'Índia contra els japonesos i mantenir la seguretat en grans àrees de l'Índia. El seu grau de tinent general va ser nomenat temporal el 23 de novembre de 1942.
Per a l'atac menor a Arakan a finals de 1942, Irwin i el Quarter General de l'Exèrcit de l'Est van passar per alt el Quarter General del XV Cos després de desacords amb el comandant local, Bill Slim, i van prendre el comandament de l'operació. L'atac va fracassar, amb greus efectes sobre la moral i el prestigi dels aliats. El 6 d'abril de 1943, Irwin va donar una conferència de premsa en la qual va criticar l'equip, l'entrenament i la motivació dels exèrcits aliats a l'Índia.
L'any 1944, va ser nomenat oficial general al comandament del districte d'Escòcia oriental en el seu rang substantiu de major general (un recés significatiu dels seus tres destins anteriors), i va romandre en aquest càrrec fins al final de la guerra. Després de tres anys com a comandant en cap de les forces britàniques del comandament d'Àfrica Occidental, temps durant els quals va ser ascendit al grau permanent de tinent general, es va retirar a la vida privada el 1948.
A les eleccions generals de Kenya de 1952, Agnes Shaw va derrotar a Noel Irwin per 632 vots contra 317.

## Dates de promoció
- Tinent de 2a - 04/08/1912
- Tinent - 24/09/1914
- Capità - 07/11/1915 (en funcions: 09/05/1915-06/11/1915)
- Major - 13/07/1927 (en funcions: 10/03/1917-22/08/1917)
- Tinent Coronel - 01/05/1919 (en funcions: 27/04/1917-31/05/1917, 23/08/1917-19/02/1918)
- Coronel - 02/03/1937, antiguitat 01/07/1934)
- Brigadier - 15/03/1939
- Major General - 30/03/1941, antiguitat: 22/11/1940 (en funcions: 20/05/1940-29/03/1941)
- Tinent General - 13/06/1947, antiguitat: 30/06/1944 (en funcions: 01/04/1942- 22/11/1942, 23/11/1942-26/08/1943, 12/05/1945-15/06/1945)

## Condecoracions
Durant la seva carrera militar, Irwin va ser nomenat Company de l'ordre del Bany, va rebre la Creu Militar i l'orde del Servei Distingit amb dues barres. Va ser esmentat en Despatxos quatre vegades, però significativament, mai va rebre el títol de cavaller, que normalment s'esperaria per a un oficial de rang de tinent general substantiu.
- Company de l'orde del Bany - 11 de juliol de 1940
- Orde del Servei Distingit amb 2 barres
  -  Orde del Servei Distingit - 1 de gener de 1918
  -  1a Barra - 24 de setembre de 1918
  -  2a Barra - 1919
- Creu Militar - 3 de juliol de 1915
- Menció als Despatxos (1 de gener de 1916, 22 de maig de 1917, 21 de desembre de 1917 i 28 de desembre de 1918)
- Estrella de 1914-15
- Medalla Britànica de la Guerra 1914-20
- Medalla de la Victòria de 1914-1918 amb Menció als Despatxos
- Medalla del Servei General a l'Índia amb barra NW Frontier of India 1930-31
- Estrella d'Àfrica
- Estrella de Birmània
- Medalla de la Guerra 1939-1945
- Creu de Guerra 1914-1918 (França)